# Cammin (Burg Stargard)
Cammin ist ein Ortsteil der Stadt Burg Stargard des Amtes Stargarder Land im Landkreis Mecklenburgische Seenplatte in Mecklenburg-Vorpommern.

## Geographie
Der Ort liegt am Camminer See, 6 Kilometer südlich von Burg Stargard und 13 Kilometer südsüdöstlich von Neubrandenburg. Die Nachbarorte sind Riepke im Nordosten, Gramelow im Osten, Quadenschönfeld im Südosten, Warbende im Süden, Blankensee im Südwesten sowie Zachow, Ballwitz und Godenswege im Nordwesten.

## Geschichte
Cammin wurde im Jahr 1170 als Kamino erstmals urkundlich erwähnt. Der Ortsname ist slawischen Ursprungs, abgeleitet von kameń „Stein, Fels“, damals vermutlich auf einen markanten Eiszeitfindling bezogen, wie sie in der Region öfter vorkommen.
Am 1. Juli 1950 wurde die bis dahin eigenständige Gemeinde Riepke eingegliedert. Godenswege wurde am 1. Oktober 1961 von Holldorf nach Cammin umgegliedert.
Zum 25. Mai 2014 wurde Cammin nach Burg Stargard eingemeindet.

## Sehenswürdigkeiten

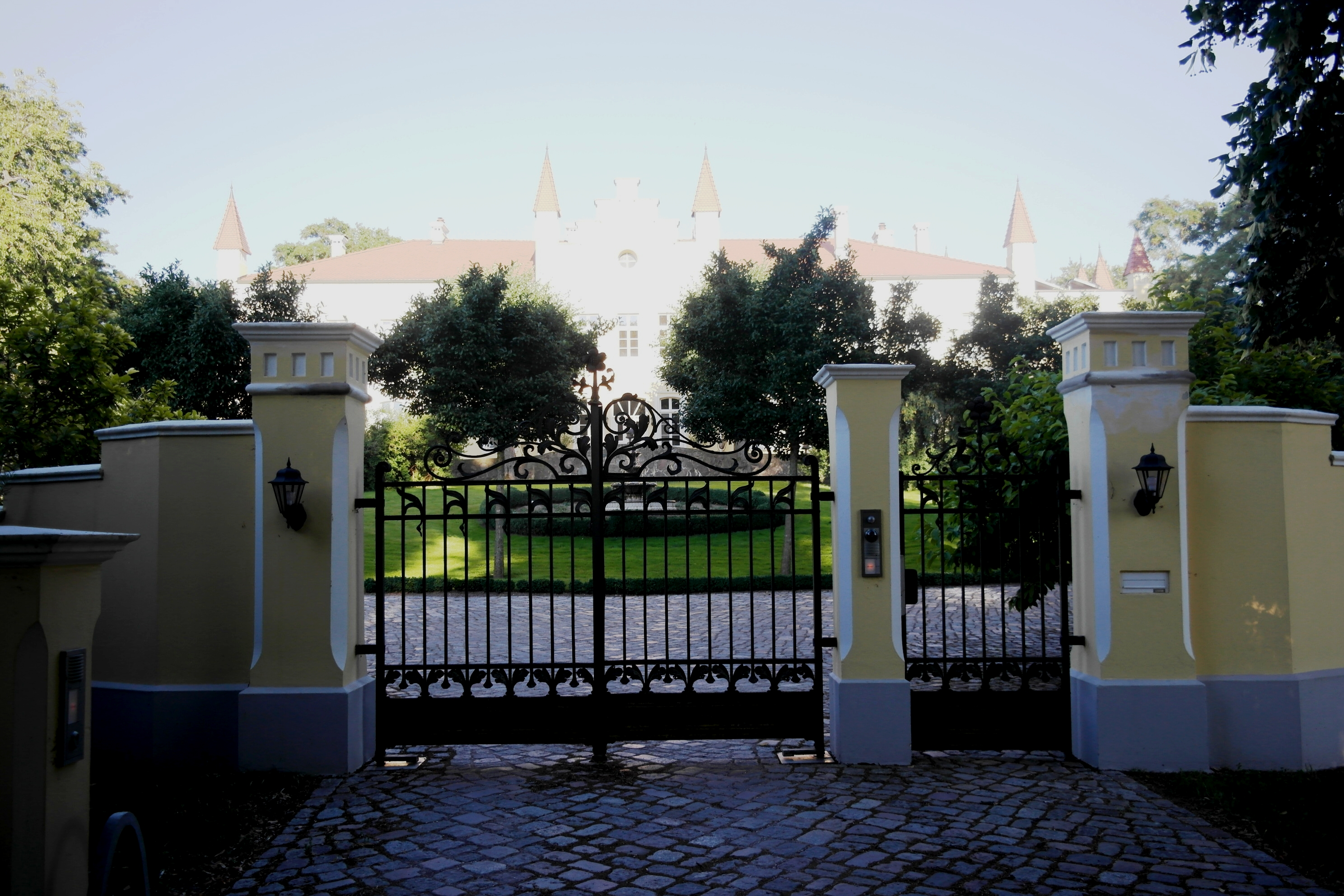
Herrenhaus Cammin

- Feldsteinkirche aus dem 13. Jahrhundert
- Historistisches Herrenhaus Cammin von 1862 nach Plänen von Friedrich Wilhelm Buttel erbaut)[8]
- Torhaus in Cammin

## Verkehr

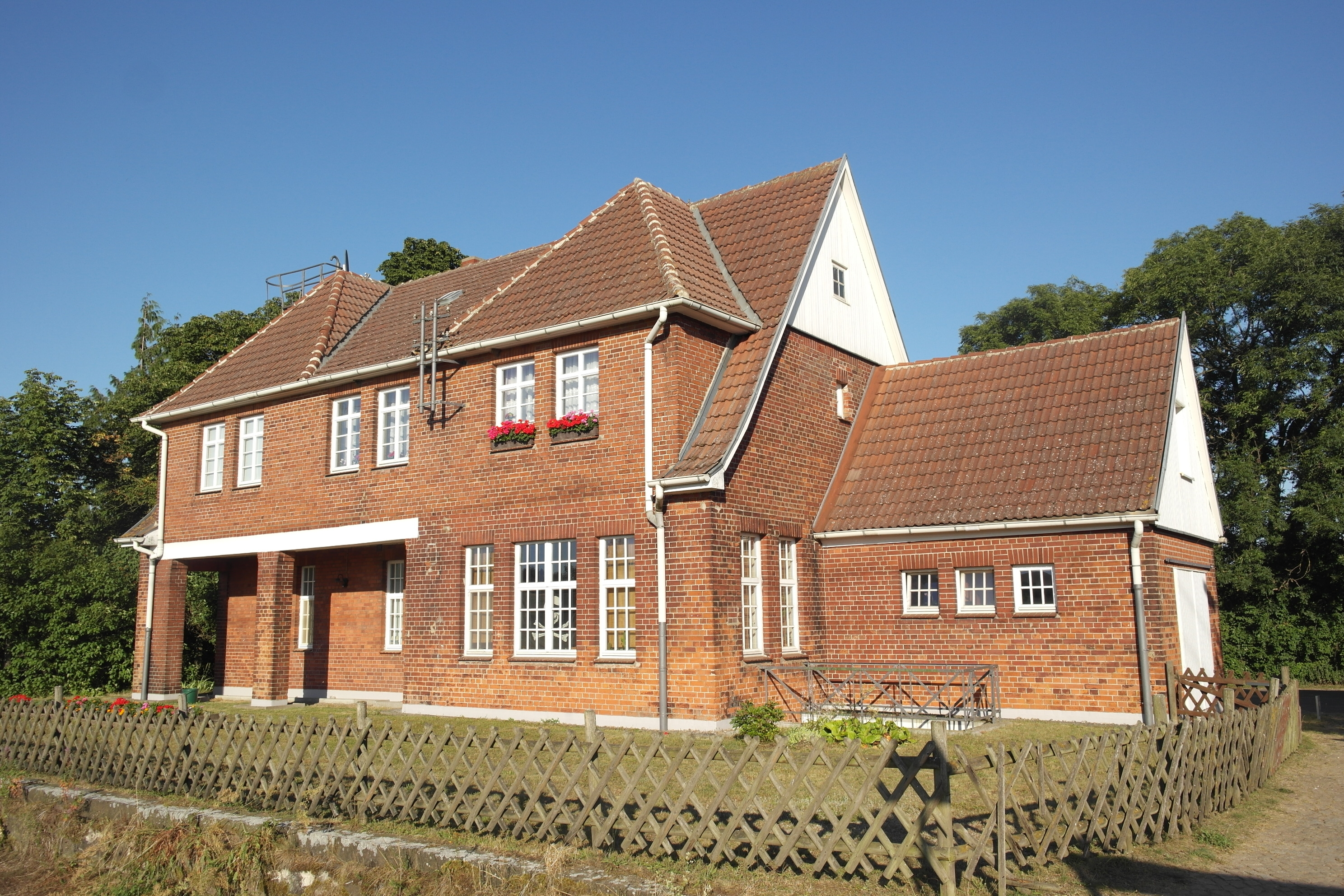
Bahnhofsgebäude Cammin

Der Ort ist nur über die Kreisstraße MSE 84 an das weitere Straßennetz im benachbarten Godenswege angebunden. Darüber hinaus existiert eine Verbindungsstraße ins benachbarte Riepke. Cammin verfügt über einen Haltepunkt an der durch den Ort verlaufenden Berliner Nordbahn von Berlin Eberswalder Straße nach Stralsund Hbf.